# The Smile (Live at Montreux Jazz Festival, July 2022)
The Smile (Live at Montreux Jazz Festival, July 2022) é o primeiro álbum ao vivo da banda de rock inglesa The Smile, lançado em 14 de dezembro de 2022 pela XL Recordings. Inclui apresentações de canções do seu primeiro álbum, A Light for Attracting Attention (em 2022), gravado no Festival de Jazz de Montreux em 12 de julho. O Smile anunciou o álbum um dia antes do seu lançamento, acompanhado de um filme do concerto disponível para visualização durante 48 horas no YouTube.

## Recepção
| Críticas profissionais | Críticas profissionais |
| Pontuações agregadas   | Pontuações agregadas   |
| Fonte                  | Avaliação              |
| ---------------------- | ---------------------- |
| Metacritic             | 78/100                 |
| Avaliações da crítica  |                        |
| Fonte                  | Avaliação              |
| Exclaim!               | 7/10                   |
| Pitchfork              | 8/10                   |
| Uncut                  | 7/10                   |

De acordo com o agregador de críticas Metacritic, The Smile (Live at Montreux Jazz Festival, July 2022) recebeu críticas "geralmente favoráveis" com base em uma pontuação média ponderada de 78 de 100, de 4 pontuações de críticos.
Jonathan Rowe do Spin, disse que o álbum demonstrou que o The Smile não era "um mero projeto de estúdio", mas "uma banda ao vivo real e orgânica". No Pitchfork, o Zach Schonfeld escreveu: "Desde o início, o The Smile foi perseguido por uma questão eminentemente razoável: como isso não é apenas dois Radioheads empilhados em um sobretudo? A resposta está bem ali no título deste lançamento. Esta banda toca jazz, veja."  Ambos os críticos expressaram decepção pelo álbum não incluir as novas músicas que o The Smile havia tocado em sua turnê. 

## Lista de faixas
Todas as músicas compostas por Thom Yorke, Jonny Greenwood, Tom Skinner, e Nigel Godrich.
| N.º            | Título                                    | Duração |  |
| 1.             | "Pana-vision"                             | 4:17    |  |
| 2.             | "Thin Thing"                              | 4:24    |  |
| 3.             | "The Opposite"                            | 3:19    |  |
| 4.             | "Speech Bubbles"                          | 3:54    |  |
| 5.             | "Free in the Knowledge / A Hairdryer"     | 11:54   |  |
| 6.             | "The Smoke"                               | 4:04    |  |
| 7.             | "You Will Never Work in Television Again" | 3:11    |  |
| Duração total: | Duração total:                            | 35:03   |  |

- Todos os títulos das faixas têm "Live at Montreux Jazz Festival" entre parênteses no final.

## Produção
- Thom Yorke – vocais, guitarra, baixo
- Jonny Greenwood – guitarra, baixo
- Tom Skinner – bateria
- Mikko Gordon – engenharia